# Bryophaenocladius cuneiformis
Bryophaenocladius cuneiformis är en tvåvingeart som beskrevs av Armitage 1987. Bryophaenocladius cuneiformis ingår i släktet Bryophaenocladius och familjen fjädermyggor. Inga underarter finns listade i Catalogue of Life.